# Luis Romany
José Luis Romany Aranda, né le 26 janvier 1921 à Dénia et mort le 9 mai 2024 à Madrid, est un architecte espagnol.

## Biographie
Luis Romany naît le 26 janvier 1921 à Dénia.
Il étudie à l'école d'architecture de Madrid, où il obtient son diplôme en 1950. Peu après, en 1952, il devient membre de l'Ordre officiel des architectes de Madrid avec le numéro 965, une institution dans laquelle il demeure près de 72 ans.
Parmi les récompenses obtenues par Luis Romany, on peut citer le prix national d'architecture 1954 pour la chapelle du Chemin de Saint-Jacques, avec un jury composé de Luis Moya Blanco, Modesto López Otero et José Luis Fernández del Amo, réalisé en collaboration avec Sáenz de Oiza et Jorge de Oteiza, ou encore le premier prix du concours de logements expérimentaux 1956, un quartier actuellement connu sous le nom de Colonia Puerta Bonita, situé dans le quartier madrilène de Puerta Bonita, dans le district de Carabanchel.
Au cours des étés 1970 et 1971, il dessine et photographie les maisons qu'il considère comme représentatives.
Luis Romany, considéré comme l'un des moteurs de l'architecture moderne en Espagne après le régime franquiste, avec d'autres noms de sa génération comme Sáenz de Oíza, combine son activité professionnelle avec un intérêt pour le « paysage humain ».
Résidant à Madrid, il meurt le 9 mai 2024 à l'âge de 103 ans.